# Steven D. Tanksley

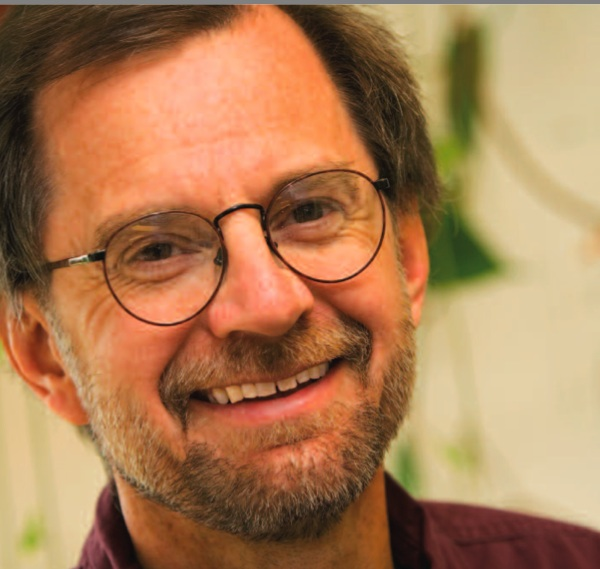
Steven D. Tanksley

Steven Dale Tanksley (* 7. April 1954) ist ein amerikanischer Biologe und Liberty Hyde Bailey Professor für Pflanzenzüchtung und Biometrie und Vorsitzender der Genomics Initiative Task Force am College für Landwirtschaft und Lebenswissenschaften der Cornell University.

## Studium und akademische Positionen
Tanksley erhielt einen Bachelor-Abschluss in Agrarwissenschaften von der Colorado State University im Jahr 1976 und im Jahre 1979 einen Doktortitel in Genetik von der University of California, Davis. 1985 trat er eine Stelle als Associate Professor für Pflanzenzüchtung an der Cornell University an und wurde dort 1991 zum ordentlichen Professor ernannt. Im Jahr 1993 war Tanksley der Kopf einer Cornell-Forschungsgruppe, die ein Resistenzgen gegen eine Krankheit in Tomatenpflanzen isolierte und anschließend klonte. In der Forschung wird angenommen, dass dies das erste erfolgreiche, Karten-basierte Klonen einer DNA war. Seit 2010 ist Tanksley Professor Emeritus an der Cornell University.

## Auszeichnungen
- 1998 Alexander von Humboldt Foundation Award
- 1999 Martin Gibbs Medal of the American Society of Plant Biologists
- 2004 Wolf Prize in Agrarwissenschaften[1]
- 2005 Kumho International Science Award Korea
- 2008 Rank Prize
- 2016 Japan Prize[2]

Tanksley ist seit 1995 Mitglied der National Academy of Sciences und seit 2009 Foreign Member der Royal Society of London.

## Veröffentlichungen
- A. H. Paterson, E. S. Lander, J. D. Hewitt, S. Peterson, S. E. Lincoln, S. D. Tanksley: Resolution of quantitative traits into Mendelian factors by using a complete RFLP linkage map. In: Nature. Band 335, 1988, S. 721–726.
- G. B. Martin, S. H. Brommonschenkel, J. Chunwongse, A. Frary, M. W. Ganal, R. Spivey, T. Wu, E. D. Earle, S. D. Tanksley: Map-based cloning of a protein kinase gene conferring disease resistance in tomato. In: Science. Band 262, 1993, S. 1432–1436.
- S. D. Tanksley, S. R. McCouch: Seed banks and molecular maps: unlocking genetic potential from the wild. In: Science. Band 277, 1997, S. 1063–1066.
- A. Frary, T. C. Nesbitt, S. Grandillo, E. Knaap, B. Cong, J. Lin, J. Meller, R. Elber, K. B. Alpert, S. D. Tanksley: fw2.2: A quantitative trait locus key to the evolution of tomato fruit size. In: Science. Band 289, 2000, S. 85–22.
- S. Tanksley: Mapping polygenes. In: Annual Review of Genetics. vol. 27, 1993, S. 205–233.